# Indian Creek (Flórida)
Indian Creek é uma municipalidade localizada no estado americano da Flórida, no condado de Miami-Dade. Foi incorporada em 1939.

## Geografia
De acordo com o United States Census Bureau, a cidade tem uma área de 1,2 km², onde 1,1 km² estão cobertos por terra e 0,1 km² por água.

### Localidades na vizinhança
O diagrama seguinte representa as localidades num raio de 8 km ao redor de Indian Creek.

## Demografia
Segundo o censo nacional de 2010, a sua população é de 86 habitantes e sua densidade populacional é de 77,2 hab/km². É a localidade menos populosa do condado de Miami-Dade, embora tenha sido a que, em 10 anos, teve o maior crescimento populacional do condado. Possui 33 residências, que resulta em uma densidade de 29,6 residências/km².